# 세종 홍판서댁
세종 홍판서댁(世宗 洪判書宅)은 세종특별자치시 부강면 부강리에 있는 조선시대의 가옥이다.

## 개요
안채 대청에 적힌 상량문에 의하면 고종 3년(1866)에 지은 집이다. 논밭이 완만한 경사지에 남향으로 자리하였다. 한단 높은 'ㄷ'자형 안채와 한단 낮게 지어진 'ㄷ'자형 사랑채가 맞물려 'ㅁ'자 평면을 이루고 있다. 안마당은 정사각형인 듯 반듯한 폐쇄성이 강한 평면이다.
문을 들어서면 앞면에 사랑채가 안채를 향하지 않고 문쪽으로 향하여 자리잡고 있다. 가운데는 몸채이고 안채쪽으로 꺾어진 좌우 1칸씩은 날개에 해당한다. 몸채는 대청과 아래·윗방으로 되어있고 앞에는 툇마루를 놓았다. 양 옆 날개부분은 곳간과 방·함실이다.
안채 역시 몸채와 날개부분으로 되어 있는데, 몸채인 넓은 대청과 안방이 남향하여 위치한다. 안방과 대청을 모두 남향하여 배치한 것은 경기도·황해도·충청도 등 중부지방에서 형성하는 평면구성이다. 안채의 오른쪽 날개부분은 길다란 부엌이 배치되었고 그 옆의 샛문간은 사랑채와 연결이 된다.
왼쪽 날개부분은 상방과 부엌 그리고 사랑채 곳간과 연결이 되는 중문간이 있다. 안마당에는 우물, 뒷동산에는 장독대가 있으며, 뒤뜰에는 향나무·감나무·대추나무 등이 알맞은 자리에 자리잡았다.
고전적인 기법으로 만들어진 이 집은 현존 상태도 비교적 양호한 편이며, 그 일대에서는 드문 ㅁ자형 평면을 지니고 있어 지정·보존하고 있다.

## 문화재 지정 연혁
- 1984년 1월 14일 대한민국의 국가민속문화재 제138호 청원 유계화 가옥으로 지정[1]
- 2014년 12월 12일 세종 유계화 가옥으로 문화재 명칭이 변경[2]
- 2017년 2월 28일 문화재 지정명칭 부여지침에 따라 '마을명, 고택'을 사용하여 세종 부강리 고택(世宗 芙江里 古宅)으로 변경[3]
- 2018년 11월 5일 현재의 명칭 세종 홍판서댁으로 변경[4][5]

## 현지 안내문
부강리 마을이 내려다보이는 위치에 정남향으로 자리잡은 이 집은 조선 고종 3년(1866년)에 지은 전통 한옥으로 우리나라 중부지방의 전형적인 양반 주택이다. 건물의 배치는 ㅁ자 모양으로써 사랑채는 한단 낮게, 안채는 한단 높게 각각 ㄷ자 모양의 건물이 맞물려 있는 고전적인 방식을 따랐다.
안채의 정면 구성은 우리나라 남부지방의 방식이 가미된 형태로서, 안방을 동쪽에 두어 안마당에 만나고, 건넌방은 서쪽에 배치하여 뜰을 향하여 안 부엌이 이들과 ㅡ자로 놓이는 구조로 되어 있다. 사랑채는 중앙에 사랑방을 두고, 서쪽에 조그만 대청을 두었는데 이는 외부 손님의 접대보다는 이 집에 사는 사람의 주거공간으로 활용하기 위한 공간 구성이라고 할 수 있다.
이 집은 전체적으로 조선시대의 중부지방 사대부 집의 주택구조를 잘 보여주고 있으며, 보존상태도 비교적 양호하여 원형을 잘 간직하고 있다.

## 참고 자료
- 세종 홍판서댁 - 국가유산청 국가유산포털